# Bangko Kanan
Bangko Kanan is een bestuurslaag in het regentschap Rokan Hilir van de provincie Riau, Indonesië. Bangko Kanan telt 2351 inwoners (volkstelling 2010).